# Dolmen de Camdumy
Le dolmen de Camdumy est situé à Cabasse, dans le département du Var en France.

## Historique
Le dolmen fut découvert et fouillé en 1965 par Gérard Bérard. 

## Description
L'édifice a été édifié sur une petite butte naturelle au centre de la plaine. La chambre sépulcrale est de forme légèrement trapézoïdale.  Il n'en subsiste que la dalle de chevet, les côtés nord et sud ayant disparu. À l'ouest, la porte est encadrée par deux dalles dressées mais ne comporte pas de dalle de seuil. Elle ouvre sur un couloir orienté au sud-ouest. La dalle de chevet est en poudingue provenant de la vallée de l'Issole tandis que les dalles de l'entrée sont en calcaire d'origine locale. Les trois orthostates sont calés à leur base par une saignée taillée dans le substratum rocheux. Le couloir mesure environ 2 m de longueur et ouvre au sud-ouest. Il est délimité par des dalles dressées sur chant et des murets de pierre, dont il ne demeure que de rares vestiges,. Une dalle retrouvée couchée à l'entrée du couloir pourrait correspondre à une stèle aniconique.

## Matériel archéologique
La fouille de sauvetage de 1965 a identifié deux niveaux de dépôt. Le premier niveau de dépôt fut partiellement retiré et repoussé sur les côtés nord et sud de la chambre afin de dégager de la place pour un deuxième dépôt. Puis à travers ces deux niveaux, une fosse fut creusée dans l'angle nord-est de la chambre, contre la dalle de chevet, sur une profondeur de 0,25 m et une superficie de 0,25 m2.
Le mobilier funéraire retrouvé dans les deux couches se composait de six pointes de flèches brisées, de fragments de céramique (dont une céramique noire), de perles (2 en calcaire blanc, une dizaine de perles en stéatite ou serpentine, une longue perle en cristal de roche), d'une lamelle et de fragments de silex, d'un aiguisoir et d'une alène en cuivre. La fosse comportait des traces de foyer et des ossements humains calcinés (crâne et os longs) accompagnés de quatre fragments de céramique et d'une perle en stéatite. Ce sont les seuls ossements qui comportaient des traces d'ustion, les autres ossements étaient réduits à l'état d'esquilles, conséquence probable d'un piétinement lors des réutilisations successives.
Compte tenu du mobilier retrouvé, la dernière période d'utilisation du dolmen peut être datée du Chalcolithique.